# Gérard de Montaigu
Ne doit pas être confondu avec Gérard de Montaigu (mort en 1391).
Gérard de Montaigu ou Montagu, dit « le Jeune », mort le 25 septembre 1420, est évêque de Poitiers puis évêque de Paris.
Fils de Gérard de Montaigu l'Ancien († 1391), secrétaire de Charles V et de son épouse Biette de Casinel (maîtresse royale).
En 1391, il est chargé de la garde des Chartes et donc des archives royales. En 1392, il est  en plus Maître des Comptes, et conserve les deux offices jusqu’en 1403, lorsqu’il devient évêque de Poitiers. En 1404, il devient chancelier du duc Jean de Berry (également comte de Poitiers), puis évêque de Paris en 1409. En 1413, il est  premier président de la Chambre des comptes. Il est un des membres les plus importants du parti des Armagnacs. Il a deux frères nommés Jean : l'évêque Jean et le Grand-maître Jean de Montagu.
Il se retire en Touraine après 1418.

## Biographie
Selon Nicolas Viton de Saint-Allais, lorsque le roi de France Charles V ordonne en 1365 d'être entouré de « Secrétaires » dans « ses Conseils », Gérard de Montaigu compte parmi les six ordinaires, accompagné de son frère Jean de Montagu, archêveque de Sens.